# 第22年的告白：我是殺人犯
《第22年的告白：我是殺人犯》（日语：22年目の告白 -私が殺人犯です-）是2017年上映的日本電影，導演兼編劇入江悠以犯罪心理及驚悚為元素拍攝，翻拍2012年韓國電影《殺人告白》。

## 劇情
1995年的東京，發生了轟動全日本的連環殺人案，兇手逍遙法外，15年起訴期限亦告屆滿。案發22年後，自稱兇手的曾根崎雅人（藤原龍也 飾）高調現身記者會，並出版自己殺人的自傳，隨後又調侃一直未能破案的刑警牧村航（伊藤英明 飾），甚至光明正大的向受害者家屬親口承認罪行，完全視道德如無物。如此誇張行徑居然瘋魔全國，引來大批媒體報導與粉絲朝聖，衝擊日本社會倫理。對案件耿耿於懷的牧村航其後應邀與曾根崎亮相電視節目，竟發現另一個更出人意表的真相……。

## 演員
- 曾根崎雅人（2017年：44歲）：藤原龍也（台灣配音：王希華）

自稱是22年前東京連續殺人事件的兇手並大肆宣傳《我是殺人犯》一書。其真實身分是整形後的小野寺拓巳。
- 牧村航（1995年：23歲 → 2010年：38歲 → 2017年：45歲）：伊藤英明（台灣配音：于正昌）

負責調查當年連續殺人事件的刑警，其妹與上司是其中兩名受害者。曾因讓兇手逃走而使臉上殘留當年的傷疤，亦在兇手右肩上留下槍傷。《我是殺人犯》真正的作者。
- 岸美晴（2017年：27歲）：夏帆（台灣配音：陳貞伃）

第二殺人事件受害者遺孤暨目撃者。因自白書大賣而被要求辭職的書店店員。試圖在《我是殺人犯》的簽書會上，趁亂進入後台報復。
- 小野寺拓巳（1995年：22歲 → 2010年：37歲）：野村周平（台灣配音：馬伯強）

牧村里香的未婚夫。22年前神戶大地震後偕女友里香往東京避難，隨後向她求婚。
- 牧村里香（1995年：20歲）：石橋杏奈（台灣配音：張乃文）

牧村航的妹妹。前神戶市某醫院護士，22年前神戶大地震後偕未婚夫往東京避難並投靠哥哥，患有倖存者內疚。因連續殺人事件而失蹤。
- 春日部信司（2017年：28歲）：龍星涼（台灣配音：孫誠）

牧村航的後輩刑警。
- 川北未南子（2017年：30歲）：松本まりか（台灣配音：石采薇）

《我是殺人犯》的編輯，被曾根崎雅人半脅迫出書。
- 若松義生（2017年：57歲）：矢島健一（台灣配音：馬伯強）

組織犯罪對策課課長。
- 戶田丈（2017年：26歲）：早乙女太一（台灣配音：黃天佑）

橘組成員。第三殺人事件受害者遺孤。
- 瀧幸宏（1995年：享年45歲）：平田滿（台灣配音：陳幼文）

22年前牧村航上司。連續殺人事件的最後被害者。
- 山縣明寬（1995年：38歲 → 2017年：60歲）：岩松了（台灣配音：陳幼文）

第四殺人事件的目撃者，親眼目睹妻子被殺害。山縣醫院院長 → 共立中央醫院院長。
- 橘大祐（1995年：42歲 → 2017年：64歲）：岩城滉一（台灣配音：胡鎮璽）

第三殺人事件的目撃者。橘組組長。
- 仙堂俊雄（2017年：50歲）：仲村亨（台灣配音：黃天佑）

新聞節目《NEWS EYES》的主播，緊追事件的真相並深入調查。年輕時曾是戰地記者，真實身分為22年前東京連續殺人事件的兇手。

## 外部連結
- 《22年後の告白 –我是殺人犯》在香港雅虎的電影頁面（繁體中文）
- 互联网电影数据库（IMDb）上《第22年的告白：我是殺人犯》的资料（英文）